# Xuyên hoàng bá
Xuyên hoàng bá hay hoàng bì thụ (tên khoa học: Phellodendron chinense) là một loài thực vật có hoa trong họ Cửu lý hương. Loài này được C.K. Schneid. miêu tả khoa học đầu tiên năm 1907.

## Mô tả
Cây gỗ cao tới 15 m. Lá lông chim 7-15 lá chét; cuống nhẵn nhụi hoặc phớt lông tơ  mỏng hoặc lông măng màu gỉ sắt. Phiến lá chét hình trứng-elip tới hình mác thuôn dài, kích thước 8-15 × 3,5-6 cm, dạng giấy, gốc hình nêm tới hơi mảnh đi và xiên, đỉnh có mấu nhọn tới nhọn. Chùm hoa và chùm quả đặc sít, cuống và cuống nhỏ mập. Quả hình á cầu tới elipxoit, đường kính 1-1,5 cm. Hạt kích thước 6-7 × 3-5 mm. Ra hoa tháng 5-6, kết quả tháng 9-11.

## Phân bố
Xuyên hoàng bá sinh sống trong các khu rừng lá rộng hỗn hợp, rừng thưa tới rừng rậm ở độ cao 800-1500(-3000) m trong các tỉnh An Huy, Phúc Kiến, Cam Túc, Quảng Đông, Quảng Tây, Quý Châu, Hà Nam, Hồ Bắc, Hồ Nam, Giang Tô, Thiểm Tây, Tứ Xuyên, Vân Nam, Chiết Giang.

## Hình ảnh

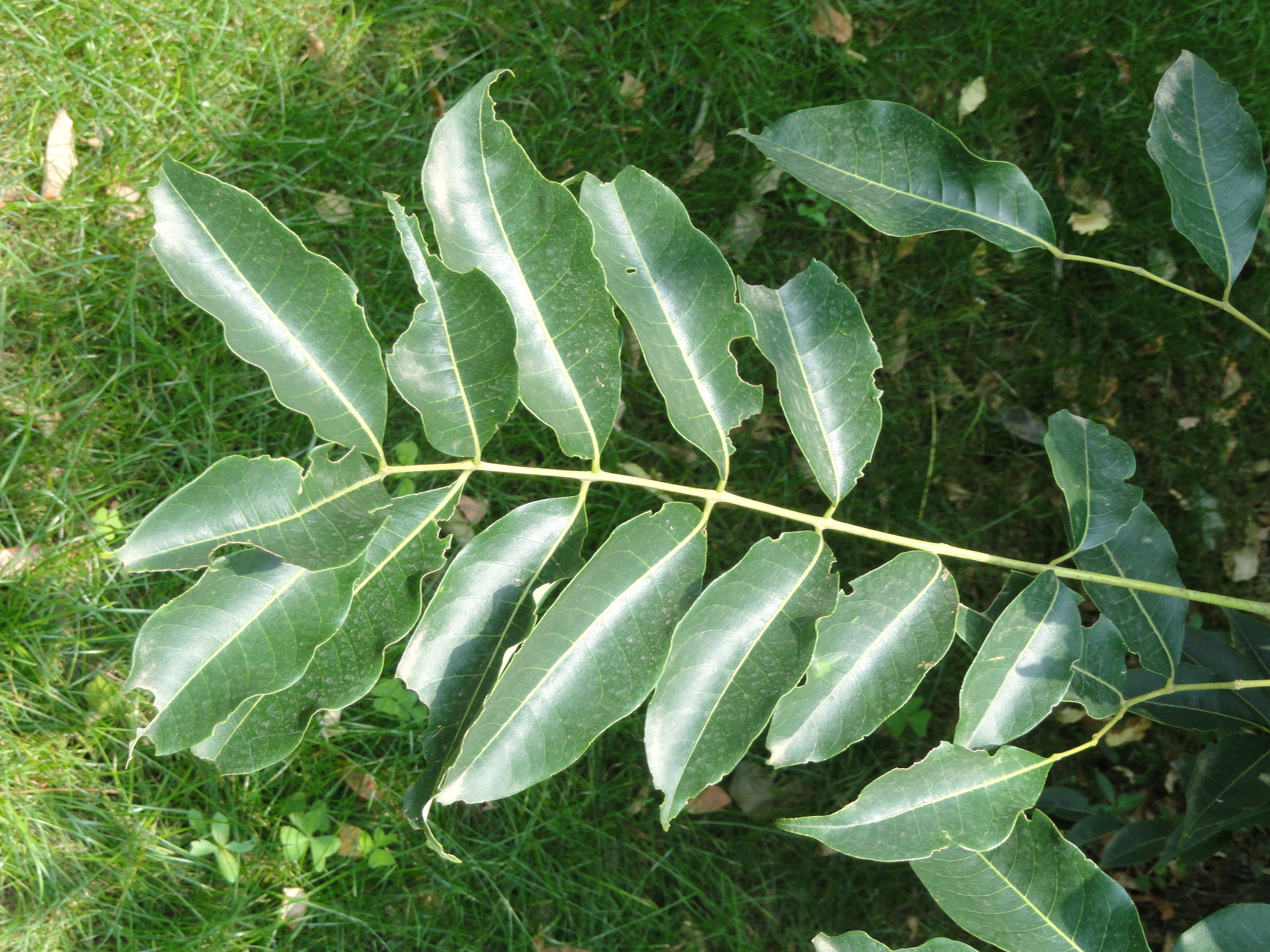
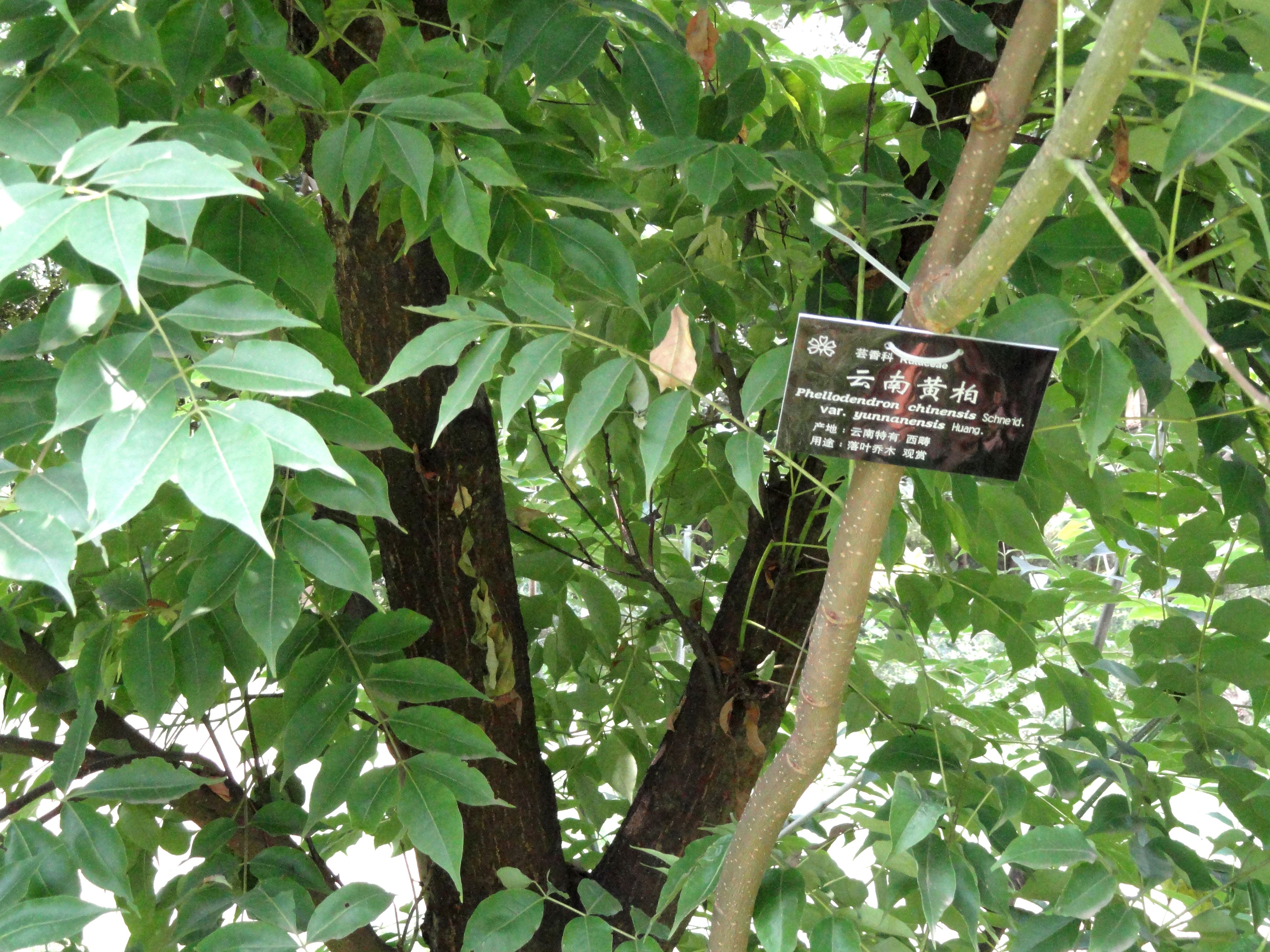